# Президентски избори в Австрия (2016)
Президентските избори в Австрия през 2016 г. се провеждат по закон в 2 тура – на 24 април и 22 май, обаче поради касиране на балотажа от конституционния съд на Австрия се провежда повторен балотаж.
Президентът на Австрия се избира пряко от народа, има право да разпуска парламента и да отзовава правителството, като е и главнокомандващ австрийската армия. Освен това церемониално открива традиционния годишен виенски бал.
Според официалните резултати към обед на 23 май 2016 г. почти сигурния печеливш на балотажа е Норберт Хофер, който води с 4% разлика пред конкурента си. 
На 1 юли 2016 г. Конституционният съд на Австрия излиза с решение, че касира балотажа на президентските избори заради нередности. 

## Нов балотаж
Датата, на която двамата кандидати, Александер Ван дер Белен и Норберт Хофер ще се яват на нов балотаж и отново един срещу друг, ще бъде обявена допълнително. 

## Скандален първи втори тур
За по-малко от месец, новият австрийски президент вдига резултата си от 763 044 гласа на 2 254 484 гласа, т.е. близо три пъти, което е уникално постижение на избори в страна с дълги демократични традиции.
Президентските избори в Австрия през 2016 г. остават като едни от най-скандалните и като коректност на резултатите. Изненадващо за всички, победител от тях излиза пълен аутсайдер от преди провеждането им, бивш социалдемократ и бивш „зелен политик“, по-известен в Австрия с това че е от холандски произход. Далечните му предци са живели още от 17 век в Руската империя, в Псков, и са поддържали страната на Антантата, докато не им се налага на два пъти да се изселват – първо от Русия, а после и от Руска Естония.
Александър Ван дер Белен е всичко което фаворитът на тези избори Норберт Хофер не е – убеден привърженик на досегашната евроинтеграция въобще, своеобразен ментор и „помирител“ в междуетнически и междурелигиозен план, привърженик на санкциите срещу Русия и евроатлантик. След избирането му, управляващите Германия политици си отдъхват, най-малкото заради алюзията с родината на фюрера.
Парадоксалното е, че печели „по пощата“. Според официалните данни на австрийското вътрешно ведомство, в Линц броят на бюлетините в отдалечените урни (жилища, болници, специални институции) е над пет пъти повече от броя на хората, участвали в гласуването: 21060 бюлетини от 3518 избиратели. В Вайдхофен ан дер Ибс, при 9026 регистрирани избиратели, са преброени 13 262 гласа, което означава, че избирателната активност е била 146,9%. Разликата между двамата, според окончателните данни на австрийското вътрешно министерство, е 31 026 гласа.  Към края на следващия изборния ден, при преброени на 100% гласували, с тези, изпратили вота си по австрийската поща, Норберт Хофер печели 49,7 % от гласовете срещу 50,3 % за Александър Ван дер Белен. Първи за неочаквания обрат и победа съобщава британския „Таймс“, уташавайки еврооптимистите на Албиона преди дългоочаквания Брекзит на 23 юни 2016 г.

## Кандидати
В изборите през 2016 г. са регистрирани общо шестима кандидати:
- Ирмгард Грис – независим кандидат, единствената жена в надпреварата, която е бивш председател на Върховния съд на Австрия;
- Норберт Хофер – кандидат на Австрийската партия на свободата;
- Рудолф Хундсторфер – кандидат на една от двете управляващи страната партии в коалиция (Социалдемократическа партия на Австрия) и бивш министър на социалната политика (2008 – 2016);
- Андреас Кол – кандидат на втората управляваща Австрийска народна партия и бивш председател на долната камера на австрийския парламент;
- Рихард Лугнер – австрийски милиардер и бивш строителен предприемач, известен ексцентрик и меценат на годишния традиционен за страната виенски бал;
- Александър Ван дер Белен – бивш лидер на Австрийската партия на зелените, който е потомък на нидерландски преселници в Русия от 17 век, преселили се през 1917 г. след революциите в Русия – в Австрия;

## Резултати на първи тур
- Норберт Хофер – 36,4 % (1 363 137 гласа)
- Александър Ван дер Белен – 20,38 % (763 044 гласа)
- Ирмгард Грис – 18,52 % (693 315 гласа)
- Андреас Кол – 11,18 % (418 577 гласа)
- Рудолф Хундсторфер – 11,18 % (418 442 глава)
- Рихард Лугнер – 2,35 % (87 879 гласа)

## Анализи
Всички вътрешнополитически и външнополитически анализи сочат, че това са най-интересните избори в историята на Австрия, най-вече предвид ясно изразения антисистемен вот от австрийските избиратели, които за разлика от съседна Германия избират пряко своя държавен глава. 
Резултатът от народния вот показва значима преднина на спечелилия първия тур кандидат на Австрийската партия на свободата, който резултат е с над 1/3 по-висок от сборния резултат на кандидатите на традиционните австрийски партии управляващи страната в т.нар. широка коалиция. По всичко изглежда, че и втория тур ще бъде спечел категорично от Норберт Хофер, който твърдо и последователно пред суверена застъпва шест основни политически постулати:
1. повече национално самочувствие
2. стриктни рестрикции спрямо имигрантите
3. повече независимост от ЕС
4. против икономическите санкции срещу Русия, т.е. за свалянето им като противопоказни за австрийската икономика
5. срещу споразумението за свободна търговия между ЕС и САЩ – Трансантлатическо партньорство за търговия и инвестиции (TTIP)
6. срещу ислямизацията на Европа, т.е. за отстояване и запазване на християнската ѝ идентичност [5]

Хофер печели убедително изборите в цяла Австрия с изключение на столицата Виена. Подкрепата му е най-силна сред активното икономически и възрастово австрийско население и избиратели. Евентуалната победа на Хофер и АПС в центъра на Европа може да срути цялата конструкция на досегашния политически живот в ЕС. Хофер споделя възгледите за бъдещето на стария континент на Виктор Орбан и е противник на тази на Ангела Меркел. Алтернатива за Германия ще има в негово лице сериозен пример за подражание, което след себе си вероятно би се отразило и върху предстоящите гласувания по Брекзит и Грекзит през лятото на 2016 г. Според Хофер „миграционната сделка“ с Турция с цел овладяване на Европейската миграционна криза е била фатална за досегашното статукво в ЕС, а и въобще в Европа след ВСВ и края на студената война. 
Предвид факта, че Австрия е родна на Адолф Хитлер, редица политически анализатори вещаят налагането на авторитаризъм след края на президентските избори в Австрия през 2016 г., но това е малко вероятно за разлика от другото – друга политика в защита на австрийските национални интереси. 

## Резултати на касирания балотаж
- Норберт Хофер – 49,7 % (2 223 458 гласа)
- Александър Ван дер Белен – 50,3 % (2 254 484 гласа)